# Eurico Carrapatoso
Eurico Carrapatoso, ComIH (Mirandela, 15 de febrero de 1962) es un compositor portugués.

## Biografía
1985 - Licenciatura en Historia - Universidad de Porto
1986 – Profesor de Historia Económica e Social en la Universidad Portucalense
1989 – Profesor de Composición del Conservatorio Nacional
1993 – Curso Superior de Composición con Jorge Peixinho
1995 - Profesor de Composición de la Escola Superior de Música de Lisboa
1998 – Representa Portugal en la Tribuna de Compositores de UNESCO, París, con Cinco melodías en forma de Montemel
1998 – Premio de Composición Lopes-Graça (Tomar)
1999 - Profesor de Análisis IV de la Academia Nacional Superior de Orchestra
1999 – Representa Portugal en la Tribuna de Compositores de UNESCO, París, con Lamentación sobre la morte de Jorge Peixinho
1999 – Premio de Composición Francisco de Lacerda 
2001 – Premio de la Identidad Nacional
2004 – Condecorado por el presidente de la República Portuguesa como comendador de la Orden del Infante Don Enrique.
2006 - Representa Portugal en la Tribuna de Compositores de UNESCO, París, con Mi poemario infantil
2021 - Ganador de la Primera Edición del Premio Alumni – Universidad de Salamanca Jesús García-Bernalt
2021 - Ganador del Premio DSCH - Schostakovich Ensemble, con Pour la fin, pour mon Commencement

## Obras principales
Música de cámara
- Sweet rústica (cor, pn)
- Cinco elegias (fl, ob, cl, fag, cor)
- Le tombeau de Germaine Tailleferre (fl, pn)
- Sete epigramas a Francisco de Lacerda (vla, cb, pn)
- Cinco miniaturas (fl, ob, cl, fag, cor)
- Cinco aforismos (fl, ob, cl, fag, cor, pn)
- O espelho da alma en Vimeo (vl, vla, vc, pn)

Música de cámara con voz
- Cinco melodías em forma de Montemel (sop, cor, pn)
- Sete melodías em forma de bruma (sop, cor, pn)
- Duas porcelanas musicais (sop, cor, pn)
- Magnificat em talha dourada (sop, ssaattbb, 2 fl bisel, 2 vl, vla, vc, cb, cr)
- Horto sereníssimo (sop, satb, fl bisel, cr)
- Poemário de Lamolinairie de Campos (sop, fl, cl, hp, pn, vl, vla, vc)
- Poemário erótico, ericsatírico e burlesco (bar, pn)
- Dois beijos (ten, pn)
- Três poemas eróticos (sop, pn)
- Eu... (sop, pn)
- Dois poemas de Miguel Torga (sop, fl, guit)
- Díptico Mariano (satb, org)
- Stabat Mater (bar solo, ssaattbb, fl, ob, cl, fag, tr, cor, 1 perc, hp, pn, 2 vl, vla, vc, cb)

Ensembles
- La rue du chat qui pêche - serenata onírica a Constança Capdeville (fl, ob, cl, fag, cor, tr, trbn, 1 perc, pn, 2 vl, vla, vc, cb)
- Da loucura, do grotesco e da morte em Peer Gynt (fl, ob, cl, fag, cor, 2 perc, pn, 2 vl, vla, vc, cb)
- Cinco peças livres como um pássaro (3 fl, cl, cl bx, sax, 1 perc, hp, pn, cb)

Música sinfónica
- Das Ewig-Weibliche (cordas)
- Deploração sobre a morte de Jorge Peixinho (grande orquesta)
- Modos de Expressão Ilimitada (cordas)
- Modos de Expressão Ilimitada II (grande orquesta)
- Aver-o-Mar (orquesta)
- Música praxitélica para dois deuses do Olimpo (orquesta)
- Díptico (Miguel Torga in memoriam) (orquesta)
- Tempus fugit (grande orquesta)

Música concertante
- Suite d'aquém e d'além mar (marimba, cordas)
- Sete peças em forma de boomerang (saxofone, cordas)
- Três pastiches de Belém (eufónio, cordas)
- Stigmata (viola, cordas)
- Nove vocalizos para Catarina e arcos (violoncelo, cordas)
- Cinco peças de carácter (corne inglês, cordas)
- Três peças decadentes (clarinete de bassetto, cordas)
- Pequeña suite italiana (mandolin, cordas)

Música cénica
- Mentes, Peer!, para a peça Peer Gynt de Ibsen (fl, ob, cl, fag, cor, 2 perc, pn, 2 vl, vla, vc, cb)
- Abcesso de loucura, para a peça Der narr und seine frau heute abend in Pancomedia de Botho Strauss
- O lobo Diogo e o mosquito Valentim, sobre texto de António Pires Cabral (sop, bar, narr, coro inf, orquesta)

Música escénica - adaptaciones
- Ba-ta-clan de Jacques Offenbach (fl, cl, vl, vla, vc, pn)
- As madamas do Bolhão de Jacques Offenbach (original Mesdames de la Halle) (fl, cl, vl, vla, vc, pn)

Ópera
- A Floresta, sobre texto de Sophia de Mello Breyner (sop, ten, 2 bar, bx, coro inf, coro masc ad libitum, orquesta)
- A morte de Luís II da Baviera, sobre texto de Bernardo Soares (heterónimo da Fernando Pessoa) (sop, mezzo, coro, orquesta)
- Sabina Freire, sobre texto de Manuel Teixeira Gomes (sop, mezzo, 2 ten, 3 bar, 1 bx, orquesta)

Música vocal-sinfónica
- Dez vocalizos para Leonor e arcos (sop, cordas)
- O meu poemário infantil, sobre texto de Violeta Figueiredo (sop ou ten, orquesta)

Música coral-sinfónica
- In paradisum (ttbb soli, satb, cordas)
- Salmo CL (satb, cordas)
- Requiem à memória de Passos Manuel (bar, coro, 4 cor, hp, cordas)
- Aver-a-Ria (sop, satb, coro inf, orquesta)

Música a-cappella sacra
- Ciclo de Natal
- Motetes para um tempo de Paixão
- Stabat Mater
- Missa Sine Nomine

Música a-cappella profana
- Drei lieder ohne worte
- Ay que dolor!
- Pequeno poemário de Sophia
- Marília

Arreglos a-cappella
- Quatro canções populares portuguesas
- O que me diz o vento de Serpa
- O que me diz o vento mirandês
- O que me diz o vento d'Óbidos
- O que me diz o vento tropical

## Discografía
- Leonoreta (La mà de guido LMG 2047)
- Magnificat em talha dourada (Dargil Diálogos D100004 2)
- A-cappella (NUM 1135)
- Vocalizos (MOV.3-11050)
- Aver-o-Mar (NUM 1108)
- Opus number zoo (DXL 1025)
- Light-Distance (DXL 1084)
- Música Portuguesa per a flauta i piano (LMG 2042)
- Contemporary Portuguese Music (Strauss SP 4350)
- Canciones populares portuguesas (NUM 1073)
- Le tombeau de Germaine Taileferre (NUM 1093)
- Le tombeau de Germaine Taileferre (Musicália M.01.02.005)
- Ó Bento Airoso (NUM 1082)
- Contemporary Portuguese Music (Strauss SP 4339)
- Música Coral Portuguesa do Séc.XX (NUM 1083)
- L'aire de l campo (NUM 1140)
- Cinco Elegías (NUM 1068)
- Canções lunares (Afinaudio RFC.04.072)
- Cinco viñetas para piano emocionado (NUM 1147)